# アントン・フランツ・デ・パウラ・ランベルク＝シュプリンツェンシュタイン

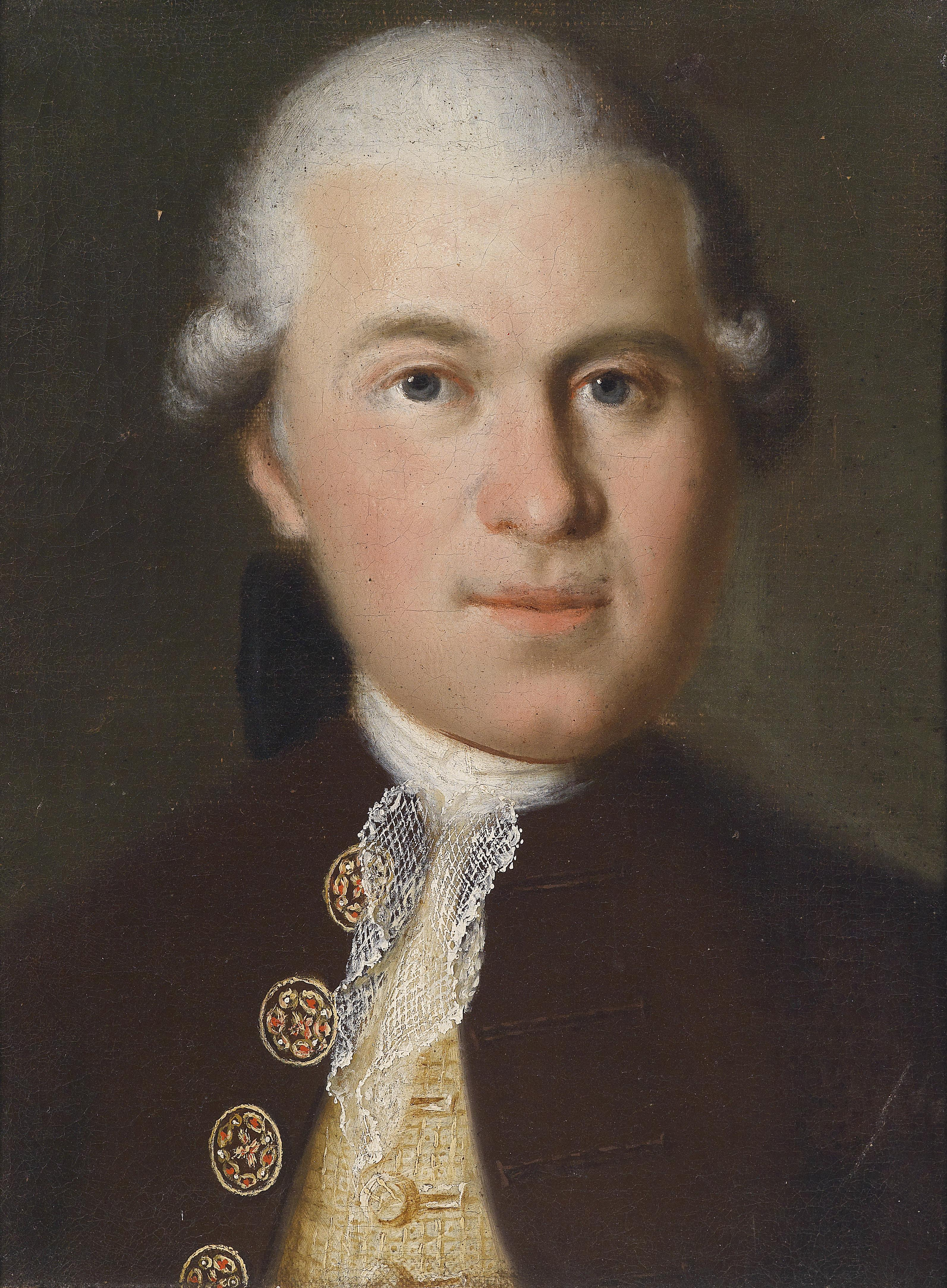
アントン・フランツ・デ・パウラ・ランベルク＝シュプリンツェンシュタイン伯爵。

アントン・フランツ・デ・パウラ・ランベルク＝シュプリンツェンシュタイン伯爵（独: Anton Franz de Paula Graf Lamberg-Sprinzenstein, 1740年-1822年）は、オーストリアの外交官であり、芸術収集家である。
ランベルク伯爵はウィーンで生まれた。外交官時代に6年間ナポリで過ごし、500を超える古代ギリシアの壺を収集して、1815年にウィーンの古代の小陳列室（現在は美術史美術館の一部）に寄贈した。
1807年に伯爵はウィーン美術アカデミーの名誉会員になり、1818年に外交官を辞任した後、ティツィアーノ、ベラスケス、フランチェスコ・グアルディ、レンブラント、ヤン・ファン・ホーイェン、ヤーコプ・ファン・ロイスダールなどの作品を含む絵画コレクション全体をアカデミーに遺贈した。現在、伯爵のコレクションはウィーン造形美術アカデミー絵画館の主要な構成要素となっている。